# NGC 4927
NGC 4927 ist eine 13,8 mag helle Radiogalaxie vom Hubble-Typ E-S0 im Sternbild Haar der Berenike, die etwa 348 Millionen Lichtjahre von der Milchstraße entfernt ist. Sie gehört zum Coma-Galaxienhaufen und wurde am 11. April 1785 von Wilhelm Herschel mit einem 18,7-Zoll-Spiegelteleskop entdeckt, der sie dabei mit „vF“ beschrieb.